# Shojiro Sugimura
Shojiro Sugimura (杉村 正二郎 Sugimura Shojiro?,  4 de abril de 1905 en Osaka - 15 de enero de 1975 en Tokio) fue un futbolista japonés que se desempeñaba como centrocampista.
Sugimura fue elegido para integrar la selección nacional de Japón para los Juegos del Lejano Oriente de 1927. En 1927, Sugimura jugó para la selección de fútbol de Japón.

## Trayectoria

### Clubes
| Club       | País  | Año  |
| ---------- | ----- | ---- |
| Waseda WMW | Japón | ???? |

### Selección nacional
| Selección | País  | Año  |
| --------- | ----- | ---- |
| Absoluta  | Japón | 1927 |

## Estadística de equipo nacional
| Selección de Japón | Selección de Japón | Selección de Japón |
| Año                | Part.              | Goles              |
| ------------------ | ------------------ | ------------------ |
| 1927               | 1                  | 0                  |
| Total              | 1                  | 0                  |